# Ronde van Frankrijk 2004/Tweede etappe
De tweede etappe van de Ronde van Frankrijk 2004 werd verreden op 5 juli 2004 tussen Charleroi en Namen.

## Verloop
Net als de vorige dag, liep het ook op deze dag uiteindelijk uit op een massasprint. Ditmaal was Robbie McEwen de snelste. Thor Hushovd behield het groen en nam ook de gele trui over van Fabian Cancellara, dankzij bonificatieseconden.
Proloog ·
1e etappe ·
2e etappe ·
3e etappe ·
4e etappe ·
5e etappe ·
6e etappe ·
7e etappe ·
8e etappe ·
9e etappe ·
10e etappe ·
11e etappe ·
12e etappe ·
13e etappe ·
14e etappe ·
15e etappe ·
16e etappe ·
17e etappe ·
18e etappe ·
19e etappe ·
20e etappe
Startlijst · Eindstanden · Afbeeldingen